# Chiesa di Sant'Agostino (Sansepolcro)

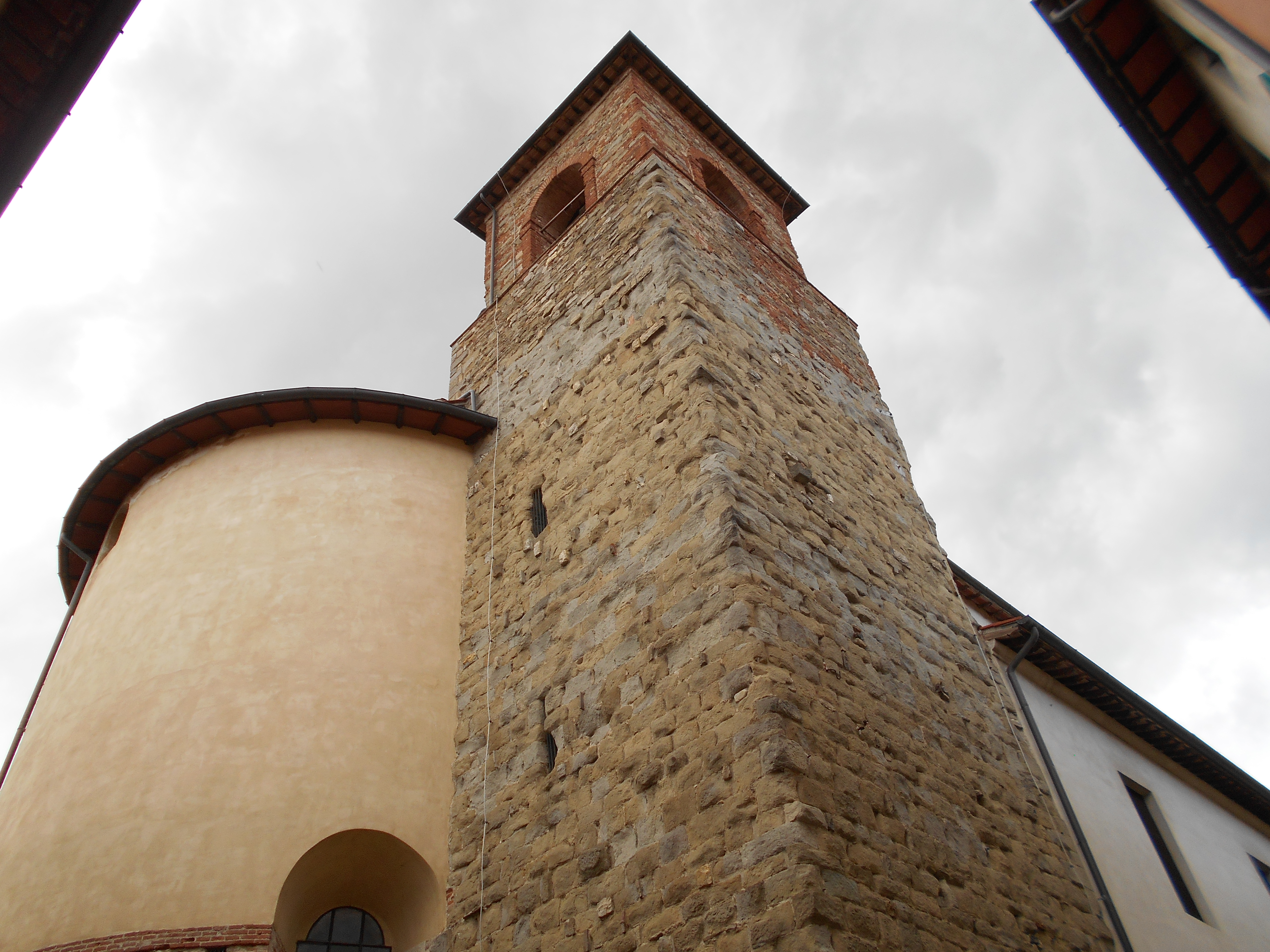
campanile medioevale

La chiesa di Sant'Agostino è un edificio sacro che si trova in via XX Settembre a Sansepolcro.
Già esistente come pieve di Santa Maria Assunta fin dal 1203, la chiesa cambiò il suo nome in quello di Sant'Agostino nel 1555, quando vi furono trasferiti i frati agostiniani che provvidero alla costruzione del convento tra il 1580 e i primi del Seicento.
L'aspetto attuale della chiesa è frutto di un rifacimento compiuto tra il 1771 e il 1785 su progetto dell'architetto Vincenzo Righi da Camerino.
Fino al 1771 vi è stato venerato il Volto Santo, poi trasferito in Cattedrale, il cui culto è documentato dal 1343.
La facciata conserva un pregevole portale cinquecentesco in pietra con pilastri decorati a candelabre. Unico elemento superstite dell'antica pieve duecentesca è il campanile romanico, frutto dell'adattamento di una torre medievale.
Sotto l'altare maggiore è conservata la cassa lignea (secolo XVII) che contiene il corpo del beato Angelo da Sansepolcro, forse appartenuto alla famiglia Scarpetti, morto nel 1306 e il cui culto fu approvato nel 1921.